# Ana Pauker
Ana Pauker (ur. 12 grudnia 1893 w Codăești jako Hannah Rabinsohn, zm. 14 czerwca 1960 w Bukareszcie) – rumuńska komunistka pochodzenia żydowskiego.

## Życiorys
Pochodziła z ubogiej, wielodzietnej rodziny. Jej rodzice byli ortodoksyjnymi Żydami, ojciec Hersz Rabinsohn był rzezakiem, matka Sara (Sura) sprzedawczynią. Para miała sześcioro dzieci, z których czworo osiągnęło pełnoletniość. Ana nauczyła się języka hebrajskiego w chederze. Jej młodszy brat Zalman został syjonistą, a ona pod wpływem przyjaciela z dzieciństwa zaangażowała się w działalność socjalistyczną. Po ukończeniu studiów w 1915 wstąpiła do partii socjaldemokratycznej, z którą była związana przez sześć lat. W 1921 wyszła za mąż za Marcela Paukera, wraz z którym przeszła do Rumuńskiej Partii Komunistycznej (od 1922 pod nazwą Komunistycznej Partii Rumunii). Aresztowana przez policję w 1923, po uwolnieniu wyjechała do Berlina. Od 1928 studiowała w Moskwie w jednej ze szkół Kominternu. W 1932, kiedy jej mąż został usunięty ze stanowiska sekretarza generalnego KPR, objęła funkcję sekretarza Komitetu Centralnego tej partii. Po aresztowaniu Paukera, w czasie jego pobytu w ZSRR, Ana odcięła się od niego i oskarżyła go o uleganie tendencjom trockistowskim. W lipcu 1935 aresztowana przez władze rumuńskie, skazana na 10 lat więzienia.
W 1940 została wymieniona na więźniów rumuńskich, odbywających karę w ZSRR. Dzięki temu wyjechała do Moskwy i działała w strukturach Kominternu. Powróciła do Rumunii w kwietniu 1944 wraz z Armią Czerwoną jako oficer polityczny. Była jedną z osób odgrywających wiodącą rolę w objęciu i umacnianiu władzy komunistów w Rumunii.
W listopadzie 1947 objęła tekę ministra spraw zagranicznych, a kilka miesięcy później przeszła ponownie do pracy w KC partii, odpowiadając za rolnictwo i za przeprowadzenie kolektywizacji. W tajnym protokole z dnia 23 maja 1948, którego istnienie pozostawało przez dziesięciolecia nieznane, Pauker podpisała rezygnację Rumunii z Wyspy Wężowej na rzecz ZSRR. 11 czerwca 1948 wysłała telegram do ministra spraw zagranicznych Izraela Mosze Szareta z oficjalnym uznaniem Państwa Izrael. W 1949 objęła stanowisko wicepremiera i ministra spraw zagranicznych.
Z uwagi na jej żydowskie pochodzenie, ale i sprzeciw wobec reformy pieniężnej w Rumunii w 1952 pozbawiono ją wszystkich zajmowanych stanowisk. Uwięziona w 1953, wkrótce potem znalazła się w areszcie domowym. Odzyskała wolność w 1954, do końca życia utrzymywała się z pracy redaktora w wydawnictwie Editura Politică. Zmarła na chorobę nowotworową.
Była żoną Marcela Paukera, który został stracony pod Moskwą w 1938 roku podczas stalinowskich czystek. Miała troje dzieci - dwóch synów (Tanio i Vlad) oraz córkę Tatianę, która zmarła w wieku siedmiu miesięcy na dyzenterię. Pod koniec lat czterdziestych adoptowała chłopca o imieniu Alexandru.
W 1948 otrzymała Order Odrodzenia Polski I klasy.
Była pierwszą kobietą na świecie, która została ministrem spraw zagranicznych (w 1947) oraz pierwszą kobietą wicepremierem.